# Victor Rangel
Victor Neves Rangel, mais conhecido como Victor Rangel, ou Vitinho (Serra, 8 de setembro de 1990), é um futebolista brasileiro que atua como atacante. Atualmente, joga no Nova Iguaçu.

## Carreira

### Início
Vitinho não teve a oportunidade de jogar em categorias inferiores em um clube. Na escolinha até os 17 anos, pulou para um emprego de auxiliar administrativo e, somente aos 20, virou profissional. A mudança foi por necessidade e falta de um futebol mais desenvolvido no seu estado natal. Sem um empresário na época, viu o sonho ser adiado. Com um salário mínimo, ficou por dois anos no cargo, até que o futebol falou mais alto. Tentou a sorte no Rio de Janeiro e foi aprovado no Botafogo, mas a idade pesou e acabou dispensado na sequência. Em 2011, após o insucesso no Botafogo, Vitinho acertou com o Aracruz. Era a primeira chance como profissional. O começo foi difícil, rodou por outros clubes.
Em 2012 sentiu o gosto de brigar pela artilharia. No Campeonato Capixaba, com a camisa do Vitória Capixaba, foi vice-goleador da competição, com 11 gols em 15 jogos.

### Guarani de Palhoça
Três anos depois, em 2015, Vitinho enfim apareceu no futebol. Aos 24 anos, foi o artilheiro do Campeonato Catarinense de 2015 com o Guarani de Palhoça. Balançou a rede onze vezes e foi um dos destaques na competição. Chamou a atenção dos times da elite, um sonho em comum com muitos jogadores, mesmo que tenha trilhado um início diferente.

### Grêmio
Em 11 de maio de 2015 acertou com o Grêmio por empréstimo até o final do ano.

### América-MG
Após não renovar com empréstimo com o Grêmio, Vitinho foi emprestado novamente pelo Guarani. Dessa vez para o América Mineiro, o jogador foi anunciado como novo reforço do Coelho no dia 2 de fevereiro de 2016, o jogador foi contratado para a disputa do Campeonato Mineiro, da Copa Sul-Minas-Rio e da Série A do Campeonato Brasileiro.

### Bahia
No dia 16 de agosto de 2016, Victor Rangel foi anunciado como novo reforço do Bahia.

### Ceará
Após uma lesão com longa recuperação do centroavante Rafael Costa do Ceará, Victor Rangel foi emprestado até o final do estadual cearense de 2017 para o Alvinegro.
Sem ter o contrato renovado, Victor Rangel deixou o Ceará.

### CRB
Em 24 de dezembro de 2018, após ano ruim por Cafetaleros de Tapachula e Ponte Preta, Victor Rangel foi anunciado como o novo reforço do CRB para 2019.

### Botafogo
Após bom começo de ano pelo CRB, Victor Rangel foi anunciado como o novo reforço do Botafogo, em maio de 2019, estreando em 14 de junho contra o Cruzeiro no Mineirão.

### Desportiva Ferroviária
Em Dezembro de 2023, o agora mais experiente Victor Rangel é anunciado pela diretoria da Desportiva Ferroviária como o mais novo reforço, visando a disputa do  Capixabão de 2024.

### Títulos
América-MG
- Campeonato Mineiro: 2016

Ceará
- Campeonato Cearense: 2017

## Conquistas individuais
Guarani
- Artilheiro do Campeonato Catarinense: 2015 (11 gols)
- Seleção do Campeonato Catarinense: 2015

Joinville
- Jogador mais decisivo do Joinville EC: 2022
- Seleção do Joinville EC: 2022
- Artilheiro do Campeonato Capixaba de Futebol de 2024 com 6 gols em 11 jogos.[9]